# Brytyjskie Wyspy Dziewicze na World Games 2017
Brytyjskie Wyspy Dziewicze na World Games 2017 – reprezentacja Brytyjskich Wysp Dziewiczych podczas World Games 2017 składała się z jednego zawodnika, który nie zdobył medalu. Tym samym reprezentacja nie została uwzględniona w końcowej klasyfikacji medalowej. 

## Zawodnicy
| Zawodnik    | Konkurencja                                       | Dyscyplina | Rezultat    |
| ----------- | ------------------------------------------------- | ---------- | ----------- |
| Joe Chapman | Squash                                            | Mężczyźni  | 1/32 finału |
| Joe Chapman | Przegrał z Brytyjczykiem Douglasem Kempsellem 3-1 |            |             |